# لاريا كينغستون
لاريا كينغستون Laryea Kingston، من مواليد 7 نوفمبر 1980 في أكرا في غانا، لاعب كرة قدم غاني.
بدأ مسيرته الكروية مع نادي غريت أوليمبكس في عام 1996، ولعب معهم حتى عام 2001، وفي عام 2000 أعير إلى نادي اتحاد طرابلس الليبي، وفي عام 2001 انتقل إلى نادي هارتس أوف أوك، ولعب معهم حتى عام 2003، وفي عام 2003 انتقل إلى نادي ماكابي أهي نازاريث الإسرائيلي، وفي موسم 2003/2004 لعب مع نادي هابويل تل أبيب الإسرائيلي، وشارك معهم في 24 مباراة وسجل هدفين، وفي موسم 2004/2005 انتقل إلى نادي كريلا سوفيتوس سامارا، ولعب معهم 15 مباراة، وفي عام 2005 انتقل إلى نادي تيريك غروزني، ولعب معهم حتى عام 2007، وشارك معهم في 11 مباراة، وفي عام 2006 أعير إلى نادي لوكوموتيف موسكو الروسي، ولعب معهم 12 مباراة، وفي عام 2007 أعير إلى نادي هارتس الإسكتلندي، ولعب معهم 10 مباريات وسجل هدف واحد، ومنذ عام 2007 وهو يلعب مع نادي هارتس الإسكتلندي.
و هو يلعب مع منتخب غانا لكرة القدم.

## روابط خارجية
- لاريا كينغستون على موقع الاتحاد الدولي (مؤرشف)  (الإنجليزية)
- لاريا كينغستون على موقع قاعدة بيانات كرة القدم.إي يو (الإنجليزية)
- لاريا كينغستون على موقع ناشيونال فوتبول تيمز (الإنجليزية)
- لاريا كينغستون على موقع Soccerbase.com (لاعب) (الإنجليزية)
- لاريا كينغستون على موقع Soccerway.com (الإنجليزية)
- لاريا كينغستون على موقع كووورة